# Golden Globe Award/Bester Film – Komödie oder Musical
Gewinner und nominierte Kinoproduktionen für den Golden Globe Award in der Kategorie Bester Film – Komödie oder Musical (Best Motion Picture – Musical or Comedy), welche die herausragendsten Spielfilme des vergangenen Kalenderjahres prämiert. Die Kategorie wurde im Jahr 1952 ins Leben gerufen. Von 1944 bis 1950 vergab die Hollywood Foreign Press Association (HFPA) einen Filmpreis (Best Picture) ohne Unterteilung nach Filmgenre (siehe Golden Globe Award/Bester Film – Drama). Die Auszeichnung geht an die Filmproduktionsgesellschaft beziehungsweise den US-amerikanischen Filmverleih.
Die Laufzeit der Filme muss nach aktuellen Regularien mindestens 70 Minuten betragen. Die Produktionen müssen sieben Tage in dem der Verleihung vorangegangenen Jahr im Großraum Los Angeles gezeigt worden sein. Gleichzeitig muss der Film in Spezialaufführungen den Mitgliedern der Hollywood Foreign Press Association zugänglich gemacht werden (ein regulärer Kinostart oder eine Pressevorführung, zu der die Mitglieder eingeladen werden, erfüllt ebenfalls diese Bedingung). Musicals sollen als Komödie oder Drama definiert werden, in denen Songs anstatt gesprochener Dialog verwendet werden, um die Handlung voranzutreiben. Spielfilme mit einem Anteil von wenigstens 51 Prozent an nicht-englischsprachigem Dialog oder höher dürfen nur in der Kategorie Bester fremdsprachiger Film nominiert werden.
Dreizehnmal wurde die beste Filmkomödie oder das beste Musical später mit dem Oscar ausgezeichnet, zuletzt 2019 geschehen, mit der Preisvergabe an Peter Farrellys’ Green Book – Eine besondere Freundschaft. Am häufigsten ausgezeichnet wurden Filme, bei denen Woody Allen, Robert Altman, George Cukor, Morton DaCosta, Norman Jewison, Walter Lang, Vincente Minnelli, Mike Nichols, Otto Preminger, Herbert Ross und Billy Wilder Regie führten (je zwei Siege). Zwischen 1959 und 1963 wurden separat Preise für die beste Komödie und das beste Musical vergeben, während ab Anfang der 1990er Jahre auch Animationsfilme wie Die Schöne und das Biest oder Der König der Löwen in den Sieger- beziehungsweise Nominiertenlisten auftauchten. Seit 2007 werden diese in einer eigenen Kategorie geehrt.
| Statistik                          | Titel / Jahr der Verleihung  | Anzahl | Kategorien |
| ---------------------------------- | ---------------------------- | ------ | --- |
| Häufigste Auszeichnungen           | La La Land (2017)            | 7      | Bester Film – Komödie oder Musical, Bester Hauptdarsteller – Komödie oder Musical, Beste Hauptdarstellerin – Komödie oder Musical, Beste Regie, Bestes Drehbuch, Beste Filmmusik, Bester Filmsong                  |
| Häufigste Nominierungen (* = Sieg) | Emilia Pérez (2025)          | 10     | Bester Film – Komödie oder Musical, Beste Regie, Beste Hauptdarstellerin – Komödie oder Musical, Beste Nebendarstellerin (2×), Bestes Drehbuch, Beste Filmmusik, Bester Filmsong (2×), Bester fremdsprachiger Film |
| Häufigste Nominierungen ohne Sieg  | Eine ganz krumme Tour (1979) | 6      | Bester Film – Komödie oder Musical, Bester Hauptdarsteller – Komödie oder Musical, Beste Hauptdarstellerin – Komödie oder Musical, Bestes Drehbuch, Bester Nebendarsteller, Bester Filmsong                        |

| Anm: | 1. 2. |

Die unten aufgeführten Filme werden mit ihrem deutschen Verleihtitel (sofern ermittelbar) angegeben, danach folgt in Klammern in kursiver Schrift der Originaltitel und der Name des Regisseurs. Die Nennung des Originaltitels entfällt, wenn deutscher und Originaltitel identisch sind. Die Gewinner stehen hervorgehoben an erster Stelle. Mit einem * gekennzeichnet sind Filmproduktionen, die später den Oscar als Bester Film des Jahres gewannen.

## 1950er Jahre
1952
Ein Amerikaner in Paris* (An American in Paris) – Regie: Vincente Minnelli
1953
Mit einem Lied im Herzen (With a Song in My Heart) – Regie: Walter Lang
- Hans Christian Andersen und die Tänzerin (Hans Christian Andersen) – Regie: Charles Vidor
- In all meinen Träumen bist Du (I’ll See You in My Dreams) – Regie: Michael Curtiz
- Liebe, Pauken und Trompeten (Stars and Stripes Forever) – Regie: Henry Koster
- Du sollst mein Glücksstern sein (Singin’ in the Rain) – Regie: Stanley Donen und Gene Kelly

1954
Preis nicht vergeben
1955
Carmen Jones – Regie: Otto Preminger
1956
Schwere Jungs – leichte Mädchen (Guys and Dolls) – Regie: Joseph L. Mankiewicz
1957
Der König und ich (The King and I) – Regie: Walter Lang
- Bus Stop – Regie: Joshua Logan
- Die Frau im goldenen Cadillac (The Solid Gold Cadillac) – Regie: Richard Quine
- Das kleine Teehaus (The Teahouse of the August Moon) – Regie: Daniel Mann
- Das schwache Geschlecht (The Opposite Sex) – Regie: David Miller

1958
Die Girls (Les Girls) – Regie: George Cukor
- Ariane – Liebe am Nachmittag (Love in the Afternoon) – Regie: Billy Wilder
- Geh nicht zu nah ans Wasser (Don’t Go Near the Water) – Regie: Charles Walters
- Pal Joey – Regie: George Sidney
- Seidenstrümpfe (Silk Stockings) – Regie: Rouben Mamoulian

1959
| Beste Komödie: Die tolle Tante (Auntie Mame) – Regie: Morton DaCosta - Indiskret (Indiscreet) – Regie: Stanley Donen - Jakobowsky und der Oberst (Me and the Colonel) – Regie: Peter Glenville - Meine Braut ist übersinnlich (Bell, Book and Candle) – Regie: Richard Quine - Urlaubsschein nach Paris (The Perfect Furlough) – Regie: Blake Edwards | Bestes Musical Gigi* – Regie: Vincente Minnelli - Damn Yankees! – Regie: George Abbott und Stanley Donen - Der kleine Däumling (tom thumb) – Regie: George Pal - South Pacific – Regie: Joshua Logan |

## 1960er Jahre
1960
| Beste Komödie: Manche mögen’s heiß (Some Like It Hot) – Regie: Billy Wilder - Bei mir nicht (But Not for Me) – Regie: Walter Lang - Bettgeflüster (Pillow Talk) – Regie: Michael Gordon - Unternehmen Petticoat (Operation Petticoat) – Regie: Blake Edwards - Wer war die Dame? (Who Was That Lady?) – Regie: George Sidney | Bestes Musical Porgy und Bess (Porgy and Bess) – Regie: Otto Preminger - Engel auf heißem Pflaster (Say One for Me) – Regie: Frank Tashlin - Fünf Pennies (The Five Pennies) – Regie: Melville Shavelson - Das gibt’s nur in Amerika (A Private’s Affair) – Regie: Raoul Walsh - Li’l Abner – Regie: Melvin Frank |

1961
| Beste Komödie: Das Appartement* (The Apartment) – Regie: Billy Wilder - Es begann in Neapel (It Started in Naples) – Regie: Melville Shavelson - So eine Affäre (The Facts of Life) – Regie: Melvin Frank - Unser Mann in Havanna (Our Man in Havana) – Regie: Carol Reed - Vor Hausfreunden wird gewarnt (The Grass Is Greener) – Regie: Stanley Donen | Bestes Musical Nur wenige sind auserwählt (Song Without End) – Regie: Charles Vidor - Anruf genügt – komme ins Haus (Bells Are Ringing) – Regie: Vincente Minnelli - Can-Can – Regie: Walter Lang - Machen wir’s in Liebe (Let’s Make Love) – Regie: George Cukor - Pepe – Was kann die Welt schon kosten (Pepe) – Regie: George Sidney |

1962
| Beste Komödie: 1000 Meilen bis Yokohama (A Majority of One) – Regie: Mervyn LeRoy - Eins, Zwei, Drei (One, Two, Three) – Regie: Billy Wilder - Frühstück bei Tiffany (Breakfast at Tiffany’s) – Regie: Blake Edwards - Die unteren Zehntausend (Pocketful of Miracles) – Regie: Frank Capra - Die Vermählung ihrer Eltern geben bekannt (The Parent Trap) – Regie: David Swift | Bestes Musical West Side Story* – Regie: Jerome Robbins und Robert Wise - Aufruhr im Spielzeugland (Babes in Toyland) – Regie: Jack Donohue - Mandelaugen und Lotosblüten (Flower Drum Song) – Regie: Henry Koster |

1963
| Beste Komödie: Ein Hauch von Nerz (That Touch of Mink) – Regie: Delbert Mann - The Best of Enemies – Regie: Guy Hamilton - … gefrühstückt wird zu Hause (If a Man Answers) – Regie: Henry Levin - Sexy! (Boy’s Night Out) – Regie: Michael Gordon - Zeit der Anpassung (Period of Adjustment) – Regie: George Roy Hill | Bestes Musical Music Man (The Music Man) – Regie: Morton DaCosta - Gypsy – Königin der Nacht (Gypsy) – Regie: Mervyn LeRoy - Girls! Girls! Girls! – Regie: Norman Taurog - Spiel mit mir (Billy Rose’s Jumbo) – Regie: Charles Walters - Die Wunderwelt der Gebrüder Grimm (The Wonderful World of the Brothers Grimm) – Regie: Henry Levin und George Pal |

1964
Tom Jones – Zwischen Bett und Galgen* (Tom Jones) – Regie: Tony Richardson
- Bye Bye Birdie – Regie: George Sidney
- Ein Ehebett zur Probe (Under the Yum Yum Tree) – Regie: David Swift
- Eine kitzlige Sache (A Ticklish Affair) – Regie: George Sidney
- Das Mädchen Irma la Douce (Irma la Douce) – Regie: Billy Wilder
- Eine total, total verrückte Welt (It’s a Mad Mad Mad Mad World) – Regie: Stanley Kramer

1965
My Fair Lady* – Regie: George Cukor
- Goldgräber-Molly (The Unsinkable Molly Brown) – Regie: Charles Walters
- Der große Wolf ruft (Father Goose) – Regie: Ralph Nelson
- Henrys Liebesleben (The World Of Henry Orient) – Regie: George Roy Hill
- Mary Poppins – Regie: Robert Stevenson

1966
Meine Lieder – meine Träume* (The Sound of Music) – Regie: Robert Wise
- Cat Ballou – Hängen sollst du in Wyoming (Cat Ballou) – Regie: Elliot Silverstein
- Das große Rennen rund um die Welt (The Great Race) – Regie: Blake Edwards
- Tausend Clowns (A Thousand Clowns) – Regie: Fred Coe
- Die tollkühnen Männer in ihren fliegenden Kisten (Those Magnificent Men in Their Flying Machines) – Regie: Ken Annakin

1967
Die Russen kommen! Die Russen kommen! (The Russians Are Coming the Russians Are Coming) – Regie: Norman Jewison
- Big Boy – Jetzt wirst du ein Mann (You’re a Big Boy Now) – Regie: Francis Ford Coppola
- Finger weg von meiner Frau (Not With My Wife, You Don’t) – Regie: Norman Panama
- Das Mädchen aus der Cherry-Bar (Gambit) – Regie: Ronald Neame
- Toll trieben es die alten Römer (A Funny Thing Happened on the Way to the Forum) – Regie: Richard Lester

1968
Die Reifeprüfung (The Graduate) – Regie: Mike Nichols
- Camelot – Am Hofe König Arthurs (Camelot) – Regie: Joshua Logan
- Doktor Dolittle (Doctor Dolittle) – Regie: Richard Fleischer
- Modern Millie (Thoroughly Modern Millie) – Regie: George Roy Hill
- Der Widerspenstigen Zähmung (The Taming of the Shrew) – Regie: Franco Zeffirelli

1969
Oliver* (Oliver!) – Regie: Carol Reed
- Deine, meine, unsere (Yours, Mine and Ours) – Regie: Melville Shavelson
- Funny Girl – Regie: William Wyler
- Der goldene Regenbogen (Finian’s Rainbow) – Regie: Francis Ford Coppola
- Ein seltsames Paar (The Odd Couple) – Regie: Gene Saks

## 1970er Jahre
1970
Das Geheimnis von Santa Vittoria (The Secret of Santa Vittoria) – Regie: Stanley Kramer
- Hello, Dolly! – Regie: Gene Kelly
- Die Kaktusblüte (Cactus Flower) – Regie: Gene Saks
- Westwärts zieht der Wind (Paint Your Wagon) – Regie: Joshua Logan
- Zum Teufel mit der Unschuld (Goodbye, Columbus) – Regie: Larry Peerce

1971
M.A.S.H. (MASH) – Regie: Robert Altman
- Darling Lili – Regie: Blake Edwards
- Liebhaber und andere Fremde (Lovers and Other Strangers) – Regie: Cy Howard
- Scrooge – Regie: Ronald Neame
- Tagebuch eines Ehebruchs (Diary of a Mad Housewife) – Regie: Frank Perry

1972
Anatevka (Fiddler on the Roof) – Regie: Norman Jewison
- Boyfriend (The Boyfriend) – Regie: Ken Russell
- Hotelgeflüster (Plaza Suite) – Regie: Arthur Hiller
- Keiner killt so schlecht wie ich (A New Leaf) – Regie: Elaine May
- Opa kann’s nicht lassen (Kotch) – Regie: Jack Lemmon

1973
Cabaret – Regie: Bob Fosse
- 1776 – Rebellion und Liebe (1776) – Regie: Peter H. Hunt
- Avanti, Avanti! (Avanti!) – Regie: Billy Wilder
- Reisen mit meiner Tante (Travels with My Aunt) – Regie: George Cukor
- Schmetterlinge sind frei (Butterflies Are Free) – Regie: Milton Katselas

1974
American Graffiti – Regie: George Lucas
- Jesus Christ Superstar – Regie: Norman Jewison
- Mann, bist du Klasse! (A Touch of Class) – Regie: Melvin Frank
- Paper Moon – Regie: Peter Bogdanovich
- Tom Sawyers Abenteuer (Tom Sawyer) – Regie: Don Taylor

1975
Die härteste Meile (The Longest Yard) – Regie: Robert Aldrich
- Die drei Musketiere (The Three Musketeers) – Regie: Richard Lester
- Extrablatt (The Front Page) – Regie: Billy Wilder
- Harry und Tonto (Harry and Tonto) – Regie: Paul Mazursky
- Der kleine Prinz (The Little Prince) – Regie: Stanley Donen

1976
Die Sunny Boys (The Sunshine Boys) – Regie: Herbert Ross
- Funny Lady – Regie: Herbert Ross
- Der rosarote Panther kehrt zurück (The Return of the Pink Panther) – Regie: Blake Edwards
- Shampoo – Regie: Hal Ashby
- Tommy – Regie: Ken Russell

1977
A Star is born (A Star Is Born) – Regie: Frank Pierson
- Bugsy Malone – Regie: Alan Parker
- Inspektor Clouseau, der „beste“ Mann bei Interpol (The Pink Panther Strikes Again) – Regie: Blake Edwards
- Mel Brooks’ letzte Verrücktheit: Silent Movie (Silent Movie) – Regie: Mel Brooks
- Der Mörder lauert in der Sauna (The Ritz) – Regie: Richard Lester

1978
Der Untermieter (The Goodbye Girl) – Regie: Herbert Ross
- Mel Brooks’ Höhenkoller (High Anxiety) – Regie: Mel Brooks
- New York, New York – Regie: Martin Scorsese
- Nur Samstag Nacht (Saturday Night Fever) – Regie: John Badham
- Der Stadtneurotiker* (Annie Hall) – Regie: Woody Allen

1979
Der Himmel soll warten (Heaven Can Wait) – Regie: Warren Beatty und Buck Henry
- Eine ganz krumme Tour (Foul Play) – Regie: Colin Higgins
- Grease – Regie: Randal Kleiser
- Movie Movie – Regie: Stanley Donen
- Das verrückte California-Hotel (California Suite) – Regie: Herbert Ross

## 1980er Jahre
1980
Vier irre Typen – Wir schaffen alle, uns schafft keiner (Breaking Away) – Regie: Peter Yates
- Hair – Regie: Miloš Forman
- The Rose – Regie: Mark Rydell
- Willkommen Mr. Chance (Being There) – Regie: Hal Ashby
- Zehn – Die Traumfrau (10) – Regie: Blake Edwards

1981
Nashville Lady (Coal Miner’s Daughter) – Regie: Michael Apted
- Fame – Der Weg zum Ruhm (Fame) – Regie: Alan Parker
- Idolmaker – Das schmutzige Geschäft des Showbusiness (The Idolmaker) – Regie: Taylor Hackford
- Melvin und Howard (Melvin and Howard) – Regie: Jonathan Demme
- Die unglaubliche Reise in einem verrückten Flugzeug (Airplane!) – Regie: Jim Abrahams

1982
Arthur – Kein Kind von Traurigkeit (Arthur) – Regie: Steve Gordon
- Hollywoods letzter Heuler – S.O.B. (S.O.B.) – Regie: Blake Edwards
- Tanz in den Wolken (Pennies from Heaven) – Regie: Herbert Ross
- Vier Jahreszeiten (The Four Seasons) – Regie: Alan Alda
- Zoot Suit – Regie: Luis Valdez

1983
Tootsie – Regie: Sydney Pollack
- American Diner (Diner) – Regie: Barry Levinson
- Ein Draufgänger in New York (My Favorite Year) – Regie: Richard Benjamin
- Das schönste Freudenhaus in Texas (The Best Little Whorehouse in Texas) – Regie: Colin Higgins
- Victor/Victoria (Victor Victoria) – Regie: Blake Edwards

1984
Yentl – Regie: Barbra Streisand
- Flashdance – Regie: Adrian Lyne
- Die Glücksritter (Trading Places) – Regie: John Landis
- Der große Frust (The Big Chill) – Regie: Lawrence Kasdan
- Zelig – Regie: Woody Allen

1985
Auf der Jagd nach dem grünen Diamanten (Romancing the Stone) – Regie: Robert Zemeckis
- Beverly Hills Cop – Ich lös’ den Fall auf jeden Fall (Beverly Hills Cop) – Regie: Martin Brest
- Ghostbusters – Die Geisterjäger (Ghostbusters) – Regie: Ivan Reitman
- Micki & Maude (Micki + Maude) – Regie: Blake Edwards
- Splash – Eine Jungfrau am Haken (Splash) – Regie: Ron Howard

1986
Die Ehre der Prizzis (The Prizzi’s Honor) – Regie: John Huston
- A Chorus Line – Regie: Richard Attenborough
- Cocoon – Regie: Ron Howard
- The Purple Rose of Cairo – Regie: Woody Allen
- Zurück in die Zukunft (Back to the Future) – Regie: Robert Zemeckis

1987
Hannah und ihre Schwestern (Hannah and Her Sisters) – Regie: Woody Allen
- Der kleine Horrorladen (Little Shop of Horrors) – Regie: Frank Oz und David Geffen
- Peggy Sue hat geheiratet (Peggy Sue Got Married) – Regie: Francis Ford Coppola
- Verbrecherische Herzen (Crimes of the Heart) – Regie: Bruce Beresford
- Zoff in Beverly Hills (Down and Out in Beverly Hills) – Regie: Paul Mazursky

1988
Hope and Glory – Regie: John Boorman
- Baby Boom – Eine schöne Bescherung (Baby Boom) – Regie: Charles Shyer
- Dirty Dancing – Regie: Emile Ardolino
- Mondsüchtig (Moonstruck) – Regie: Norman Jewison
- Nachrichtenfieber – Broadcast News (Broadcast News) – Regie: James L. Brooks

1989
Die Waffen der Frauen (Working Girl) – Regie: Mike Nichols
- Big – Regie: Penny Marshall
- Falsches Spiel mit Roger Rabbit (Who Framed Roger Rabbit) – Regie: Robert Zemeckis
- Ein Fisch namens Wanda (A Fish Called Wanda) – Regie: Charles Crichton
- Midnight Run – Fünf Tage bis Mitternacht (Midnight Run) – Regie: Martin Brest

## 1990er Jahre
1990
Miss Daisy und ihr Chauffeur* (Driving Miss Daisy) – Regie: Bruce Beresford
- Arielle, die Meerjungfrau (The Little Mermaid) – Regie: John Musker und Ron Clements
- Harry und Sally (When Harry Met Sally…) – Regie: Rob Reiner
- Der Rosenkrieg (The War of the Roses) – Regie: Danny DeVito
- Shirley Valentine – Auf Wiedersehen, mein lieber Mann (Shirley Valentine) – Regie: Lewis Gilbert

1991
Green Card – Schein-Ehe mit Hindernissen (Green Card) – Regie: Peter Weir
- Dick Tracy – Regie: Warren Beatty
- Ghost – Nachricht von Sam (Ghost) – Regie: Jerry Zucker
- Kevin – Allein zu Haus (Home Alone) – Regie: Chris Columbus
- Pretty Woman – Regie: Garry Marshall

1992
Die Schöne und das Biest (Beauty and the Beast) – Regie: Gary Trousdale und Kirk Wise
- Die Commitments (The Commitments) – Regie: Alan Parker
- City Slickers – Die Großstadt-Helden (City Slickers) – Regie: Ron Underwood
- Grüne Tomaten (Fried Green Tomatoes) – Regie: Jon Avnet
- König der Fischer (The Fisher King) – Regie: Terry Gilliam

1993
The Player – Regie: Robert Altman
- Aladdin – Regie: John Musker und Ron Clements
- … aber nicht mit meiner Braut – Honeymoon in Vegas (Honeymoon in Vegas) – Regie: Andrew Bergman
- Sister Act – Eine himmlische Karriere (Sister Act) – Regie: Emile Ardolino
- Verzauberter April (Enchanted April) – Regie: Mike Newell

1994
Mrs. Doubtfire – Das stachelige Kindermädchen (Mrs. Doubtfire) – Regie: Chris Columbus
- Dave – Regie: Ivan Reitman
- Schlaflos in Seattle (Sleepless in Seattle) – Regie: Nora Ephron
- Strictly Ballroom – Die gegen alle Regeln tanzen (Strictly Ballroom) – Regie: Baz Luhrmann
- Viel Lärm um nichts (Much Ado About Nothing) – Regie: Ivan Reitman

1995
Der König der Löwen (The Lion King) – Regie: Roger Allers und Rob Minkoff
- Ed Wood – Regie: Tim Burton
- Prêt-à-Porter – Regie: Robert Altman
- Priscilla – Königin der Wüste (The Adventures of Priscilla, Queen of the Desert) – Regie: Stephan Elliott
- Vier Hochzeiten und ein Todesfall (Four Weddings and a Funeral) – Regie: Mike Newell

1996
Ein Schweinchen namens Babe (Babe) – Regie: Chris Noonan
- Hallo, Mr. President (The American President) – Regie: Rob Reiner
- Sabrina – Regie: Sydney Pollack
- Schnappt Shorty (Get Shorty) – Regie: Barry Sonnenfeld
- Toy Story – Regie: John Lasseter

1997
Evita – Regie: Alan Parker
- Alle sagen: I love you (Everyone Says I Love You) – Regie: Woody Allen
- The Birdcage – Ein Paradies für schrille Vögel (The Birdcage) – Regie: Mike Nichols
- Fargo – Regie: Joel Coen
- Jerry Maguire – Spiel des Lebens (Jerry Maguire) – Regie: Cameron Crowe

1998
Besser geht’s nicht (As Good as It Gets) – Regie: James L. Brooks
- Ganz oder gar nicht (The Full Monty) – Regie: Peter Cattaneo
- Die Hochzeit meines besten Freundes (My Best Friend’s Wedding) – Regie: P. J. Hogan
- Men in Black – Regie: Barry Sonnenfeld
- Wag the Dog – Wenn der Schwanz mit dem Hund wedelt (Wag the Dog) – Regie: Barry Levinson

1999
Shakespeare in Love* – Regie: John Madden
- Bulworth – Regie: Warren Beatty
- Die Maske des Zorro (The Mask of Zorro) – Regie: Martin Campbell
- Patch Adams – Regie: Tom Shadyac
- Still Crazy – Regie: Brian Gibson
- Verrückt nach Mary (There’s Something About Mary) – Regie: Peter und Bobby Farrelly

## 2000er Jahre
2000
Toy Story 2 – Regie: John Lasseter
- Being John Malkovich – Regie: Spike Jonze
- Der Mondmann (Man on the Moon) – Regie: Miloš Forman
- Notting Hill – Regie: Roger Michell
- Reine Nervensache (Analyze This) – Regie: Harold Ramis

2001
Almost Famous – Fast berühmt (Almost Famous) – Regie: Cameron Crowe
- Best in Show – Regie: Christopher Guest
- Chicken Run – Hennen rennen (Chicken Run) – Regie: Peter Lord und Nick Park
- Chocolat – Ein kleiner Biss genügt (Chocolat) – Regie: Lasse Hallström
- O Brother, Where Art Thou? – Eine Mississippi-Odyssee (O Brother, Where Art Thou?) – Regie: Joel Coen

2002
Moulin Rouge (Moulin Rouge!) – Regie: Baz Luhrmann
- Bridget Jones – Schokolade zum Frühstück (Bridget Jones’s Diary) – Regie: Sharon Maguire
- Gosford Park – Regie: Robert Altman
- Natürlich blond (Legally Blonde) – Regie: Robert Luketic
- Shrek – Der tollkühne Held (Shrek) – Regie: Andrew Adamson und Vicky Jenson

2003
Chicago* – Regie: Rob Marshall
- About a Boy oder: Der Tag der toten Ente (About a Boy) – Regie: Chris und Paul Weitz
- Adaption – Der Orchideen-Dieb (Adaptation) – Regie: Spike Jonze
- My Big Fat Greek Wedding – Hochzeit auf griechisch (My Big Fat Greek Wedding) – Regie: Joel Zwick
- Nicholas Nickleby – Regie: Douglas McGrath

2004
Lost in Translation (Lost In Translation) – Regie: Sofia Coppola
- Big Fish – Regie: Tim Burton
- Findet Nemo (Finding Nemo) – Regie: Andrew Stanton und Lee Unkrich
- Kick It Like Beckham (Bend It Like Beckham) – Regie: Gurinder Chadha
- Tatsächlich… Liebe (Love Actually) – Regie: Richard Curtis

2005
Sideways – Regie: Alexander Payne
- Das Phantom der Oper (The Phantom of the Opera) – Regie: Joel Schumacher
- Ray – Regie: Taylor Hackford
- Die Unglaublichen – The Incredibles (The Incredibles) – Regie: Brad Bird
- Vergiss mein nicht! (Eternal Sunshine of the Spotless Mind) – Regie: Michel Gondry

2006
Walk the Line – Regie: James Mangold
- Lady Henderson präsentiert (Mrs. Henderson Presents) – Regie: Stephen Frears
- The Producers – Regie: Susan Stroman
- Stolz und Vorurteil (Pride and Prejudice) – Regie: Joe Wright
- Der Tintenfisch und der Wal (The Squid and the Whale) – Regie: Noah Baumbach

2007
Dreamgirls – Regie: Bill Condon
- Borat (Borat: Cultural Learnings of America for Make Benefit Glorious Nation of Kazakhstan) – Regie: Larry Charles
- Little Miss Sunshine – Regie: Jonathan Dayton und Valerie Faris
- Der Teufel trägt Prada (The Devil Wears Prada) – Regie: David Frankel
- Thank You for Smoking – Regie: Jason Reitman

2008
Sweeney Todd – Der teuflische Barbier aus der Fleet Street (Sweeney Todd: The Demon Barber of Fleet Street) – Regie: Tim Burton
- Across the Universe – Regie: Julie Taymor
- Hairspray – Regie: Adam Shankman
- Juno – Regie: Jason Reitman
- Der Krieg des Charlie Wilson (Charlie Wilson’s War) – Regie: Mike Nichols

2009
Vicky Cristina Barcelona – Regie: Woody Allen
- Brügge sehen… und sterben? (In Bruges) – Regie: Martin McDonagh
- Burn After Reading – Wer verbrennt sich hier die Finger? (Burn After Reading) – Regie: Ethan und Joel Coen
- Happy-Go-Lucky – Regie: Mike Leigh
- Mamma Mia! – Regie: Phyllida Lloyd

## 2010er Jahre
2010
Hangover (The Hangover) – Regie: Todd Phillips
- (500) Days of Summer – Regie: Marc Webb
- Julie & Julia – Regie: Nora Ephron
- Nine – Regie: Rob Marshall
- Wenn Liebe so einfach wäre (It’s Complicated) – Regie: Nancy Meyers

2011
The Kids Are All Right – Regie: Lisa Cholodenko
- Alice im Wunderland (Alice in Wonderland) – Regie: Tim Burton
- Burlesque – Regie: Steve Antin
- R.E.D. – Älter, Härter, Besser (Red) – Regie: Robert Schwentke
- The Tourist – Regie: Florian Henckel von Donnersmarck

2012
The Artist* – Regie: Michel Hazanavicius
- Brautalarm (Bridesmaids) – Regie: Paul Feig
- 50/50 – Freunde fürs (Über)Leben (50/50) – Regie: Jonathan Levine
- Midnight in Paris – Regie: Woody Allen
- My Week with Marilyn – Regie: Simon Curtis

2013
Les Misérables – Regie: Tom Hooper
- Best Exotic Marigold Hotel (The Best Exotic Marigold Hotel) – Regie: John Madden
- Lachsfischen im Jemen (Salmon Fishing in the Yemen) – Regie: Lasse Hallström
- Moonrise Kingdom – Regie: Wes Anderson
- Silver Linings – Wenn du mir, dann ich dir (Silver Linings Playbook) – Regie: David O. Russell

2014
American Hustle – Regie: David O. Russell
- Her – Regie: Spike Jonze
- Inside Llewyn Davis – Regie: Joel und Ethan Coen
- Nebraska – Regie: Alexander Payne
- The Wolf of Wall Street – Regie: Martin Scorsese

2015
Grand Budapest Hotel (The Grand Budapest Hotel) – Regie: Wes Anderson
- Birdman oder (Die unverhoffte Macht der Ahnungslosigkeit)* (Birdman or (The Unexpected Virtue of Ignorance)) – Regie: Alejandro González Iñárritu
- Into the Woods – Regie: Rob Marshall
- Pride – Regie: Matthew Warchus
- St. Vincent – Regie: Theodore Melfi

2016
Der Marsianer – Rettet Mark Watney (The Martian) – Regie: Ridley Scott
- The Big Short – Regie: Adam McKay
- Dating Queen (Trainwreck) – Regie: Judd Apatow
- Joy – Alles außer gewöhnlich (Joy) – Regie: David O. Russell
- Spy – Susan Cooper Undercover (Spy) – Regie: Paul Feig

2017
La La Land – Regie: Damien Chazelle
- Jahrhundertfrauen (20th Century Women) – Regie: Mike Mills
- Deadpool – Regie: Tim Miller
- Florence Foster Jenkins – Regie: Stephen Frears
- Sing Street – Regie: John Carney

2018
Lady Bird – Regie: Greta Gerwig
- The Disaster Artist – Regie: James Franco
- Get Out – Regie: Jordan Peele
- Greatest Showman (The Greatest Showman) – Regie: Michael Gracey
- I, Tonya – Regie: Craig Gillespie

2019
Green Book – Eine besondere Freundschaft* (Green Book) – Regie: Peter Farrelly
- Crazy Rich (Crazy Rich Asians) – Regie: Jon M. Chu
- The Favourite – Intrigen und Irrsinn (The Favourite) – Regie: Giorgos Lanthimos
- Mary Poppins’ Rückkehr (Mary Poppins Returns) – Regie: Rob Marshall
- Vice – Der zweite Mann (Vice) – Regie: Adam McKay

## 2020er Jahre
2020
Once Upon a Time in Hollywood – Regie: Quentin Tarantino
- Dolemite Is My Name – Regie: Craig Brewer
- Knives Out – Mord ist Familiensache (Knives Out) – Regie: Rian Johnson
- Jojo Rabbit – Regie: Taika Waititi
- Rocketman – Regie: Dexter Fletcher

2021
Borat Anschluss Moviefilm (Borat Subsequent Moviefilm) – Regie: Jason Woliner
- Hamilton – Regie: Thomas Kail
- Music – Regie: Sia
- Palm Springs – Regie: Max Barbakow
- The Prom – Regie: Ryan Murphy

2022
West Side Story – Regie: Steven Spielberg
- Cyrano – Regie: Joe Wright
- Don’t Look Up – Regie: Adam McKay
- Licorice Pizza – Regie: Paul Thomas Anderson
- Tick, Tick… Boom! – Regie: Lin-Manuel Miranda

2023
The Banshees of Inisherin – Regie: Martin McDonagh
- Babylon – Rausch der Ekstase (Babylon) – Regie: Damien Chazelle
- Everything Everywhere All at Once* – Regie: Dan Kwan, Daniel Scheinert
- Glass Onion: A Knives Out Mystery – Regie: Rian Johnson
- Triangle of Sadness – Regie: Ruben Östlund

2024
Poor Things – Regie: Giorgos Lanthimos
- Air: Der große Wurf (Air) – Regie: Ben Affleck
- Amerikanische Fiktion (American Fiction) – Regie: Cord Jefferson
- Barbie – Regie: Greta Gerwig
- The Holdovers – Regie: Alexander Payne
- May December – Regie: Todd Haynes

2025
Emilia Pérez – Regie: Jacques Audiard
- Anora – Regie: Sean Baker
- Challengers – Rivalen (Challengers) – Regie: Luca Guadagnino
- A Real Pain – Regie: Jesse Eisenberg
- The Substance – Regie: Coralie Fargeat
- Wicked – Regie:  Jon M. Chu